# 森永チョコフレーク

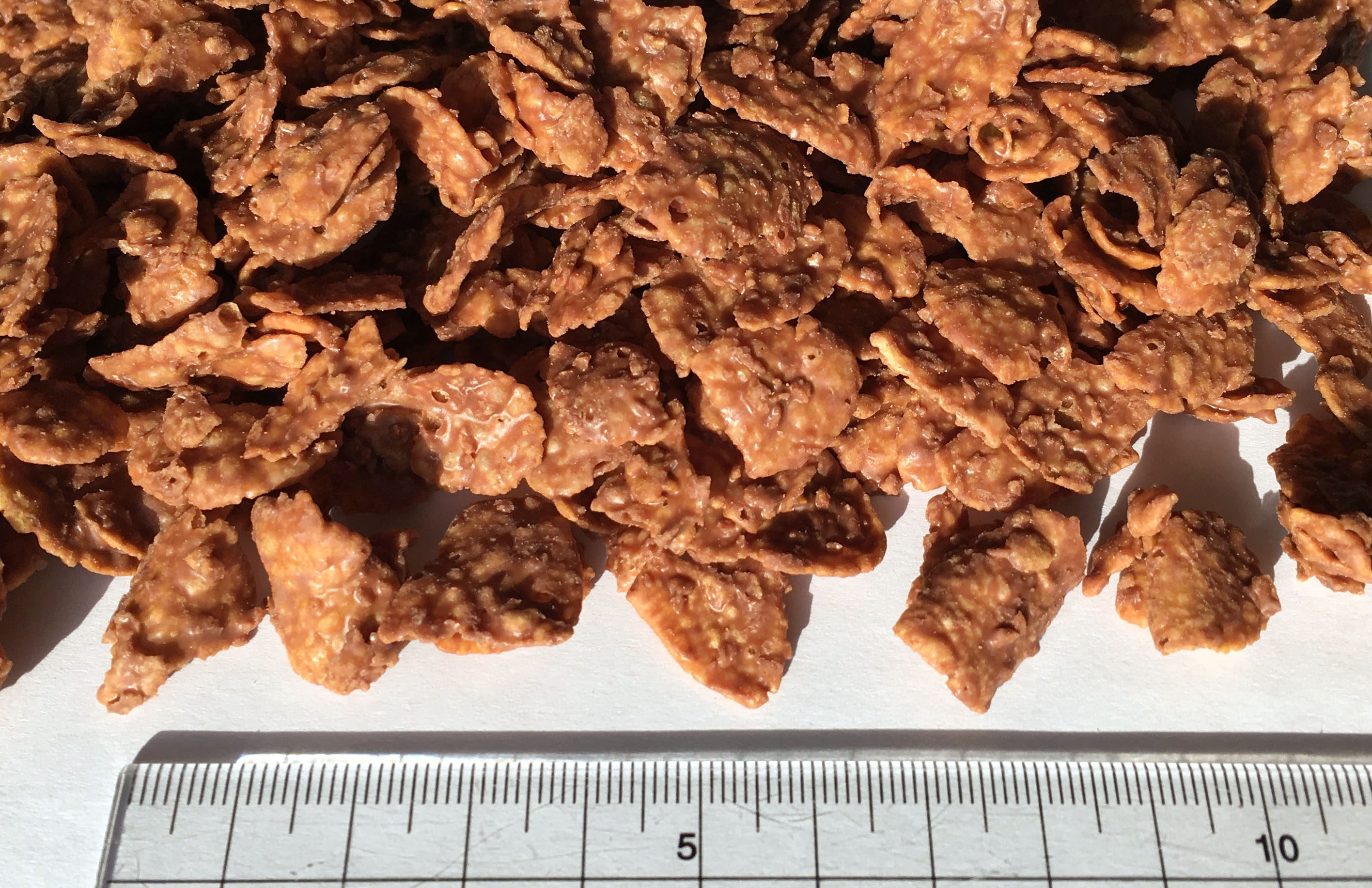

森永チョコフレーク（もりながチョコフレーク）は、かつて森永製菓が販売していたチョコレート菓子。2019年に製造・販売が終了した。翌2020年以降に同社から発売された後継商品についても本項で解説する。

## 概要
1967年9月販売開始。チョコレートとコーンフレークを組み合わせた、コーンフレークからの派生菓子である。チョコレートはコーンフレークとの相性を考えた香ばしさを引き出すレシピのチョコレートとなっており、コーンフレークは自社製造で、原料のコーンフレークは、遺伝子組み換え作物が混入しないように管理されたものを使用している。
発売当初は森永製菓塚口工場（2013年閉鎖）で製造されていたが、1970年にコーンフレークの製造が森永スナック食品へ移管され、1980年に森永スナック食品へ製造が完全移管された。森永製菓の国内生産拠点見直しに伴う森永スナック食品の閉鎖に伴い、2018年9月28日に、2019年中に製造が終了することが発表され、同年夏に予定通り製造が終了した。
製造終了の背景として、チョコレートのトレンドがリッチ志向になったこと、チョコレートが手にべたつくことでスマートフォンの使用に支障が出ることが指摘されていた。また、ローソン向けに「ローソンセレクト 森永チョコフレーク」としても製造・販売されていたが、同年秋までに日清シスコ製の「ローソンセレクト 日清シスコチョコフレーク」に変更された。
製造終了から約1年が経過した2020年9月29日に、生地にオーツ麦とアーモンドと塩を加え、ゴリッとした触感のポテトチップスに近い大きさのフレークで、チョコレートが手につきにくいように改良された「ゴリゴリチョコフレーク」が発売された。2021年には、テレビアニメ『呪術廻戦』とコラボレーションしたゴリゴリチョコフレークが発売されたものの、ゴリゴリチョコフレークは間もなく終売となった。
その後、2022年3月29日に、コーンフレークのザクザクとした食感を保ちながら、ゴツゴツした小さめの塊で食べやすい形状にし、やはり手につきにくくした「森永チョコフレーク＜武骨な塊＞」が発売されたが、こちらも短期間で終売となった。

## 原材料

### 森永チョコフレーク
- コーンフレーク
- 砂糖
- 植物油脂
- 全粉乳
- カカオマス
- ホエイパウダー
- 乳糖
- ココアパウダー
- デキストリン
- 食塩
- 乳化剤（大豆由来）
- 香料

### ゴリゴリチョコフレーク
- 砂糖
- 小麦粉
- チョコレートチップ
- ショートニング
- ココアパウダー
- オーツ麦フレーク
- ローストアーモンド
- 全粉乳
- カカオマス
- 食塩／膨脹剤
- 香料
- 乳化剤（大豆由来）
- 酸化防止剤（ビタミンE）

### 森永チョコフレーク＜武骨な塊＞
- 砂糖
- 植物油脂
- 乳糖
- コーンフレーク
- 全粉乳
- カカオマス
- 小麦パフ
- 水あめ
- 食塩／乳化剤
- 光沢剤
- 香料
- 膨張剤

## アレルギー関連情報
特定原材料
森永チョコフレーク
- 乳

ゴリゴリチョコフレーク
- 乳
- 小麦

森永チョコフレーク＜武骨な塊＞
- 小麦
- 乳
- 大豆

## バリエーション
2019年まで
- 森永チョコフレーク
- 森永チョコフレークチップス

2020年～2022年
- ゴリゴリチョコフレーク

2022年以降
- 森永チョコフレーク＜武骨な塊＞

## CM出演者
いずれも森永チョコフレーク時代。
- 荻野目洋子
- 坂井真紀
- ツイッギー